# 竹本咲太夫
竹本 咲太夫（たけもと さきたゆう）は、義太夫節の太夫。

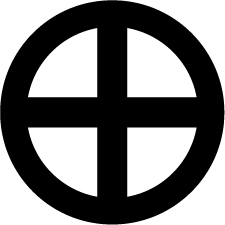
轡紋

竹本咲太夫と、豊竹咲太夫は異なる名跡である。

## 初代
後の初代竹本男徳斎（なんとくさい）。定紋は轡紋。

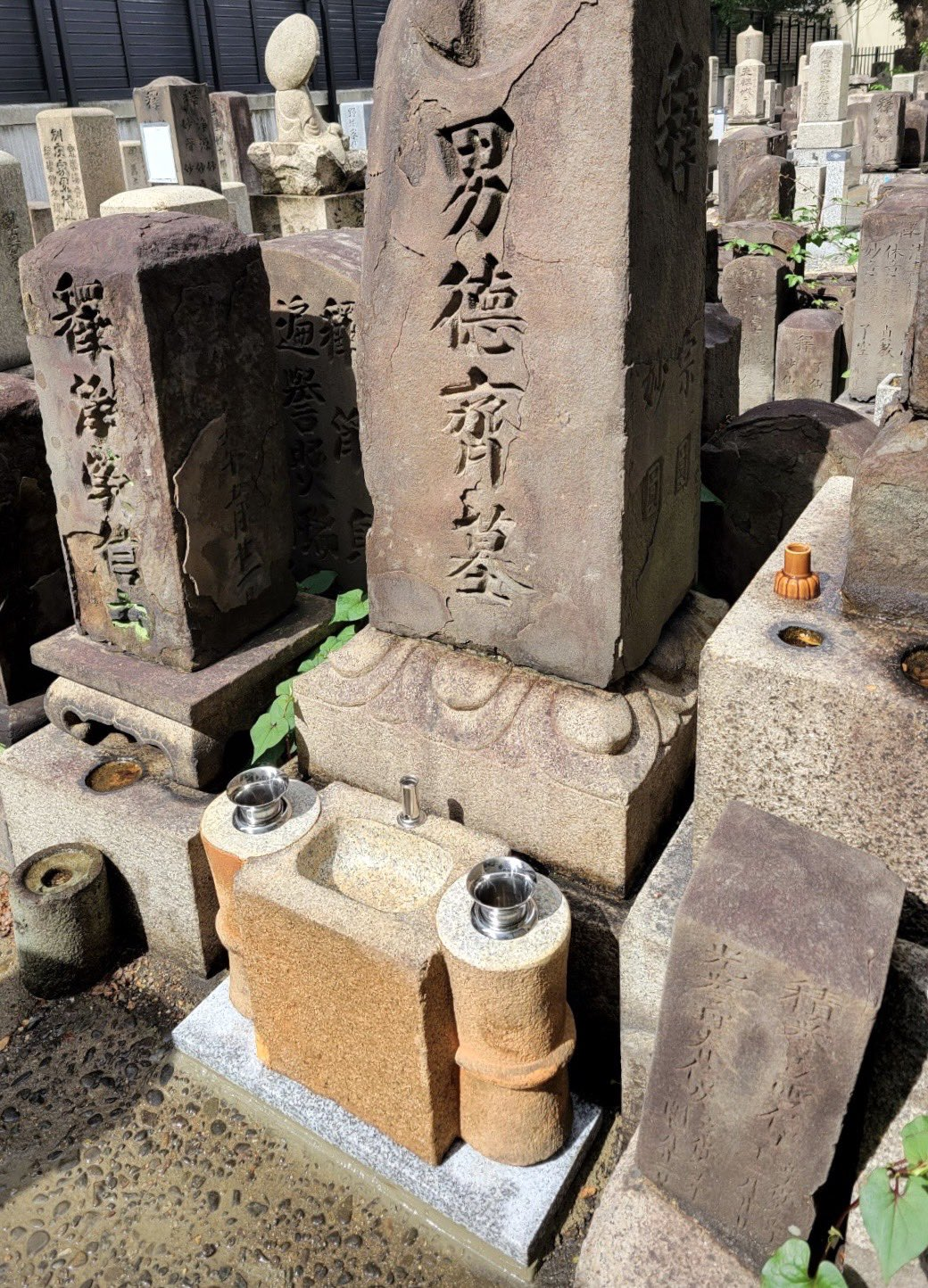
初代竹本男徳斎（初代竹本咲太夫）の墓

墓は法善寺。

## 2代目
後の2代目竹本男徳斎。

## 3代目
（生年不詳 - 文化5年3月2日（1808年3月28日））
初代竹本春太夫の門弟の重太夫が3代目咲太夫を襲名。
通称を「堺屋三右衛門」、「油屋彦三郎」。

## 4代目
（生没年不詳）
初代豊竹巴太夫の門弟の秀太夫が1809年に4代目咲太夫を襲名。

## 5代目
（生没年不詳）

## 6代目
後の3代目豊竹巴太夫。

## 7代目
（文化7年4月8日（1810年5月10日） - 明治3年8月1日（1870年8月27日））
5代目竹本政太夫の門弟の琴太夫、1842年初舞台。1842年（1843年とも）に7代目咲太夫を襲名。後に3代目巴太夫の養子。
本名は大黒屋竹治郎。

## 8代目
（生年不詳 - 明治4年（1871年）2月以後）
豊前中津の生まれ、3代目竹本長門太夫の門弟、1864年に7代目咲太夫の預かり弟子。卯太夫が7代目咲太夫没後の1870年に8代目咲太夫を襲名。

## 9代目
（生没年不詳）